# Punt d'inflexió

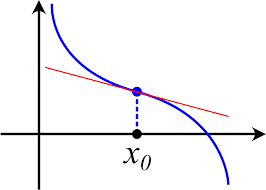
Punt d'inflexió d'una funció real de variable real

Gràfic de y = x³ amb un punt d'inflexió a (0,0).

Una funció f(x) contínua té un punt d'inflexió en el punt P(x0, f(x0)) si la funció passa de còncava a convexa en aquest punt (o de convexa a còncava).
La tangent en el punt d'inflexió P(x0, f(x0)) travessa el gràfic de la funció. En un punt d'inflexió, els punts crítics son (0,0).

## Condició necessària però no suficient
Si x és un punt d'inflexió de la funció f, aleshores la segona derivada, si existeix, és igual a 0 (f''(x)=0). Que la segona derivada sigui zero en un punt no és condició suficient perquè en aquest punt hi hagi un punt d'inflexió.
Les derivades d'ordre superior a f'' determinaran si un punt és d'inflexió o no.
Fem un estudi de les derivades d'ordre superior a f''. Si la primera derivada que no s'anul·la (per sobre de f'') és d'ordre parell aleshores el punt no és d'inflexió, i si l'ordre de la primera derivada que no s'anul·la és d'ordre imparell aleshores el punt és d'inflexió.
Exemple: la segona derivada de la funció f(x)=x4, f''(x)=12x², s'anul·la per x=0 i en aquest punt la funció no presenta un punt d'inflexió. Observem que la tercera derivada és f'''(x)=24x i la quarta fIV)=24≠0. Com la quarta derivada és d'ordre parell (i és la primera que no s'anul·la per sobre de f''), la funció no té un punt d'inflexió.

## Punts d'inflexió: condicions suficients
1) Una condició suficient de punt d'inflexió és:
Si f(x) és k vegades contínuament diferenciable en un determinat entorn d'un punt x0 (amb k imparell i k ≥ 3) i amb f(n)(x0)=0 per n = 2,...,k - 1 i f(k)(x0) ≠ 0 aleshores f(x) té un punt d'inflexió a x0.
2) Una altra condició suficient requereix que f′′(x0+ ε) i f′′(x0 - ε) tinguin signes diferents en l'entorn de x0 ,si també la tangent existeix en aquest punt. (Bronshtein and Semendyayev ).

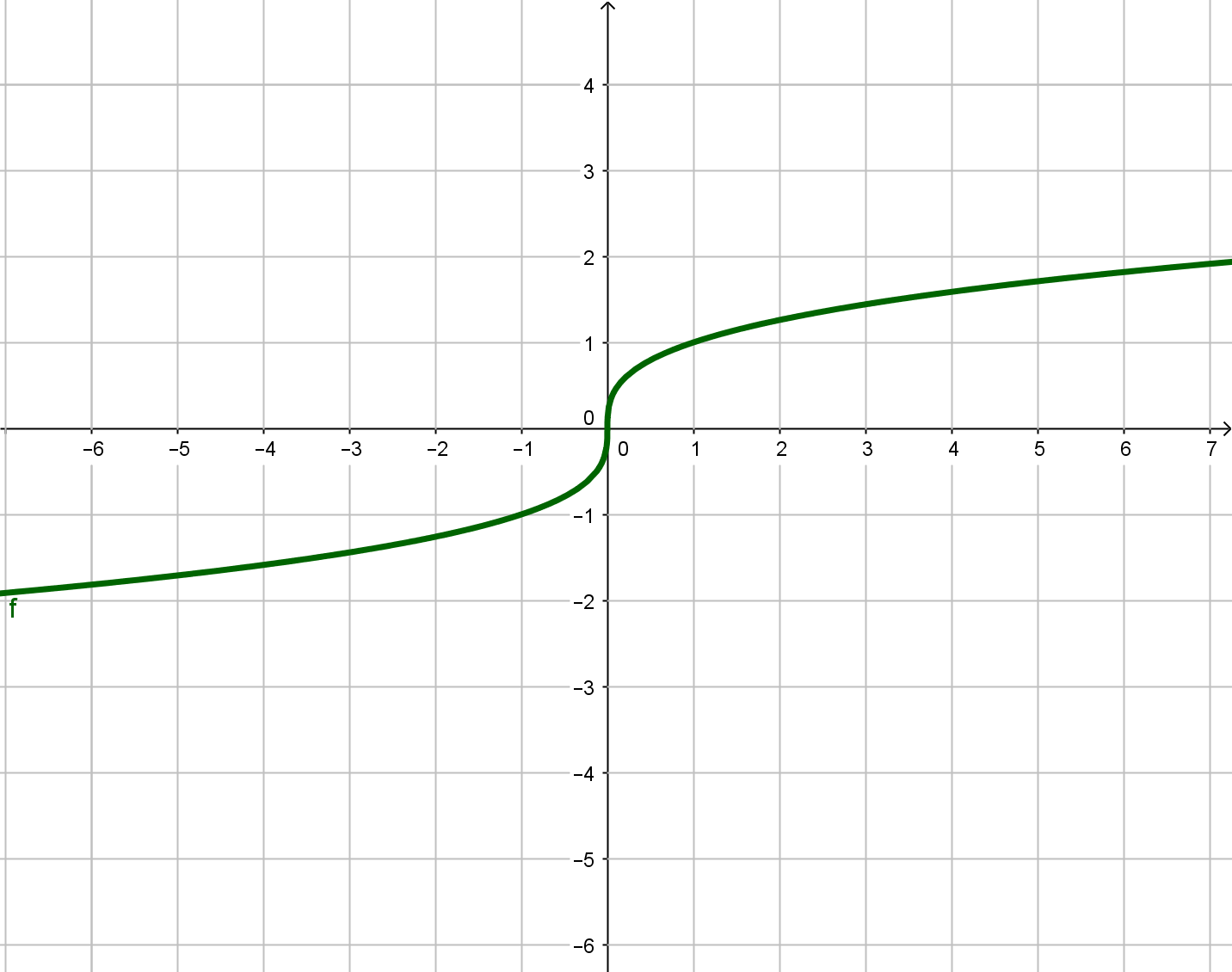
La funció f(x)= té un punt d'inflexió en x=0 però la derivada segona no existeix en aquest punt.

Ara bé, una funció f pot tenir un punt d'inflexió en un punt x0 sense que existeixi la segona derivada en aquest punt. Hi ha d'haver però una recta tangent que travessi el gràfic. La tangent seria vertical(primera derivada infinita). Un exemple d'aquest cas és el de la funció f(x)={\displaystyle {\sqrt[{3}]{x}}} en el punt x0 =0. No té derivada segona en aquest punt però la derivada f'(0) és infinita i la tangent és vertical en aquest punt(la recta x=0).
La funció f té un punt d'inflexió en x=0 tot i que la derivada segona no existeix en aquest punt.
Per trobar els punts d'inflexió d'una funció caldrà buscar-los entre les solucions de l'equació f''(x)=0 i entre els valors de x on la derivada segona no existeix. Si la segona derivada canvia de signe en un entorn d'un d'aquests valors x0 aleshores el punt P(x0,f(x0)) serà un punt d'inflexió.

Punts d'inflexió de la funció f(x)=sin(2x) en el període -π/4 i 5π/4. La derivada segona de la funció és f(x)=-4sin(2x) i té tres punts d'inflexió en aquest interval: 0, π/2 i π.

## Intervals de concavitat i convexitat
El signe de la derivada segona ens permet estudiar els intervals de concavitat i convexitat d'una funció.

### Teorema
Si f''(x)>0 en l'interval (a,b) aleshores la funció f '(x) és creixent i la funció f és convexa en aquest interval(La recta tangent està per sota de la funció en tot aquest interval).
Si f''(x)<0 en l'interval (a,b) aleshores la funció f '(x) és decreixent i la funció f és còncava en aquest interval(La recta tangent està per sobre de la funció en tot aquest interval).
Per trobar els intervals de concavitat i convexitat d'una funció contínua en un interval [a,b], caldrà trobar els valors x on la segona derivada s'anul·la i els valors x on la segona derivada no existeix i estudiar el signe de la segona derivada en els intervals determinats per aquests valors. Si la segona derivada canvia de signe en un entorn d'un d'aquests valors x, aleshores serà un punt d'inflexió.

### Exemple 1

Gràfica de la funció,

Suposem que volem trobar els punts d'inflexió de la següent funció: {\displaystyle \,f(x)=x^{4}-2x^{3}-72x^{2}+4x-5}. Llavors, la segona derivada és: 

{\displaystyle \,f''(x)=12x^{2}-12x-72}

Els valors pels quals la segona derivada s'anul·la són {\displaystyle \,x=3,\;x=-2}. Sols hem de considerar aquests valors, ja que la funció i les seves derivades són contínues.
Estudiem el signe de la segona derivada pels intervals
| interval                      | signe de la segona derivada | funció  |
| ----------------------------- | --------------------------- | ------- |
| {\displaystyle (-\infty ,-2)} | +                           | convexa |
| {\displaystyle (-2,3)}        | -                           | concava |
| {\displaystyle (3,+\infty )}  | +                           | convexa |

Per tant, els dos punts són d'inflexió. Si comprovem en la gràfica de la funció, veiem que els valors encaixen

### Exemple 2
Suposem que volem trobar els punts d'inflexió de la funció {\displaystyle \,f(x)=|x^{3}-7x-6|}. Seguirem el procediment explicat anteriorment.
- El domini de la funció és {\displaystyle D=\mathbb {R} }.
- Per trobar la funció derivada de segon ordre, hem de definir la funció a talls. És a dir:

{\displaystyle f(x)=\left\{{\begin{matrix}-x^{3}+7x+6&\mathrm {si} &x\in (-\infty ,-2)\cup (-1,3)\\x^{3}-7x-6&\mathrm {si} &x\in (-2,-1)\cup (3,+\infty )\end{matrix}}\right.\quad \Rightarrow \quad f''(x)=\left\{{\begin{matrix}-6x&\mathrm {si} &x\in (-\infty ,-2)\cup (-1,3)\\6x&\mathrm {si} &x\in (-2,-1)\cup (3,+\infty )\end{matrix}}\right.}

Ara, veiem que per {\displaystyle \,x=0} la segona derivada s'anul·la.
- Fixem-nos que en els punts de canvi de definició la funció no és derivable en primer ordre i, per tant, tampoc en segon ordre. Aquest punts també hauran de ser tinguts en compte.
- Fem intervals per estudiar la forma, i comprovem el signe de la segona derivada:

{\displaystyle {\begin{matrix}&(-\infty ,-2)&&+\\&(-2,-1)&&-\\&(-1,0)&f''(x)\rightarrow &+\\&(0,3)&&-\\&(3,+\infty )&&+\end{matrix}}}

Com veiem hi ha punts d'inflexió a {\displaystyle x=-2,-1,0\;\mathrm {i} \;3\,}, ja que en tots ells es produeix un canvi de signe de la segona derivada, és a dir, un canvi de forma a la funció.

### Llocs de la xarxa
- http://www.understandingcalculus.com/chapters/08/8-2.php

### Llibres
- Pérez Carreras, Pedro. Cálculo infinitesimal. Notas de clase, 1989.

### Llibres en línia
- Garrett, Paul. Notes on First-Year Calculus, 2004.
- Sloughter, Dan. Difference Equations to Differential Equations, 2000.
- Strang, Gilbert. Calculus, 1991.